# Línia evolutiva d'Eevee
Aquesta línia evolutiva de Pokémon inclou Eevee, Vaporeon, Jolteon, Flareon, Espeon, Umbreon, Leafeon, Glaceon i Sylveon. Popularment, les múltiples possibles evolucions del Pokémon Eevee s'anomenen Eeveelucions.

## Eevee
Eevee (Ībui al Japó i Evoli a França i Alemanya) és un Pokémon, una personatge fictici de la franquícia del mateix nom, que és d'evolució especial. És un dels Pokémon més curiosos, ja que el seu ADN inestable pot provocar que evolucioni en tres tipus de Pokémon des de la primera generació, fent servir tipus de pedres. Aquestes evolucions són:
- Vaporeon amb la pedra Aigua.
- Jolteon amb la pedra Tro.
- Flareon amb la pedra Foc.

A més, si no evoluciona amb una pedra, té dues evolucions opcionals des de la segona generació (Pokémon Or, Plata i Cristall), que poden ser Espeon i Umbreon, mitjançant felicitat. Els jocs on no evolucionen són a Pokemon Vermell, Blau i Groc de Game Boy i els seus 'remakes' de Game Boy Advance, tot i que en aquests últims es poden obtenir mitjançant intercanvi amb una altra versió mitjançant el cable Link. Als jocs de Gamecube Pokémon Colosseum són Pokémon d'inici i a Pokémon XD Eevee pot evolucionar en aquests dos amb uns objectes, Sun Dust (Pols solar) o Moon Dust (Pols llunar). En els jocs de Pokémon Diamant i Perla també pot evolucionar: Leafeon i Glaceon. Quan pugen de nivell prop d'unes pedres específiques. I en els jocs de Pokémon X i Y pot evolucionar en Sylveon. En el joc Pokémon Go es necessiten 25 caramels d'Eevee per evolucionar-lo a qualsevol de les tres espècies de la primera generació: Vaporeon, Jolteon i Flareon.
Aquesta capacitat de canviar a altres Pokémon explica a més el seu nom: "Eevee" procedeix precisament d'evolució; a les Beta testing dels primers jocs s'anomenava Eon. Totes les evolucions acaben amb aquesta "paraula".

### En els videojocs
Eevee és disponible a: Pokémon Blau i Vermell, Pokémon Groc i Pokémon VerdFulla i VermellFoc. El jugador se'l troba a la Mansió Turquesa, dins d'una Poké Ball. També es pot capturar al videojoc Pokémon Go. Un ou de Pasqua permet escollir quina evolució es vol aconseguir batejant l'Eevee amb el nom de l'entrenador Sparky abans d'evolucionar-lo si es vol un Jolteon, Rainer si es vol un Vaporeon o Pyro si si el que es desitja és un Flareon.

#### Moviments que aprèn per nivell
| Nivell | Vermell / Blau | Groc/ Or/ Plata | Cristall      | Rubí/Safir/R. Foc/V. Fulla/Emerald |  |
| ------ | -------------- | --------------- | ------------- | ---------------------------------- |  |
| 8      | -              | Atac de sorra   | Atac de sorra | Atac de sorra                      |  |
| 16     | -              | Grunyit         | Grunyit       | Grunyit                            |  |
| 23     | -              | Atac ràpid      | Quick Attack  | Quick Attack                       |  |
| 27     | Quick Attack   | -               | -             | -                                  |  |
| 30     | -              | Bite            | Bite          | Bite                               |  |
| 31     | Tail Whip      | -               | -             | -                                  |  |
| 36     | -              | Focus Energy    | Baton Pass    | Baton Pass                         |  |
| 37     | Bite           | -               | -             | -                                  |  |
| 42     | -              | Take Down       | Take Down     | Take Down                          |  |
| 45     | Take Down      | -               | -             | -                                  |  |

## Vaporeon
Vaporeon és una de les espècies que apareixen a la franquícia Pokémon. És de tipus aigua i evoluciona d'Eevee en entrar en contacte amb una Pedra Aigua. En el joc Pokémon Go es necessiten 25 caramels d'Eevee per evolucionar-lo.
L'estiu de 2016, poc després del llançament de Pokémon Go, centenars de persones van col·lapsar Central Park per intentar capturar la que va ser una de les seves primeres aparicions en aquest joc.

## Jolteon
Jolteon és una de les espècies que apareixen a la franquícia Pokémon. És de tipus elèctric i evoluciona d'Eevee en entrar en contacte amb una Pedra Tro. En el joc Pokémon Go es necessiten 25 caramels d'Eevee per evolucionar-lo.

## Flareon
Flareon és una de les espècies que apareixen a la franquícia Pokémon. És de tipus foc i evoluciona d'Eevee en entrar en contacte amb una Pedra Foc. En el joc Pokémon Go es necessiten 25 caramels d'Eevee per evolucionar-lo.

## Espeon
Espeon és una de les espècies que apareixen a la franquícia Pokémon. És de tipus psíquic i evoluciona d'Eevee en pujar de nivell durant el dia tenint la felicitat al màxim.

## Umbreon
Umbreon és una de les espècies que apareixen a la franquícia Pokémon. És de tipus sinistre i evoluciona d'Eevee en pujar de nivell duran la nit tenint la felicitat al màxim.

## Leafeon
Leafeon és una de les espècies que apareixen a la franquícia Pokémon. És de tipus planta. Evoluciona d'Eevee en pujar de nivell al costat d'una pedra fong.

## Glaceon
Glaceon és una de les espècies que apareixen a la franquícia Pokémon. És de tipus gel. Evoluciona d'Eevee en pujar de nivell al costat d'una pedra gel.

## Sylveon
Sylveon és una evolució d'Eevee introduïda en la sisena generació. És de tipus fada, un tipus afegit en la seva generació. L'Eevee evoluciona a Sylveon en conèixer un moviment de tipus fada i en tenir dos cors de felicitat a Pokémon-Amie.